# 沖啓介
沖 啓介（おき けいすけ）は、アーティスト。

## 人物
多摩美術大学美術学部彫刻科卒業。東京造形大学特任教授。カーネギーメロン大学STUDIO for Creative Inquiry 研究員。東京都出身。
専門分野：エレクトロニク・アート、情報デザイン、映像。
主な展覧会：キヤノン・アートラボ「サイコスケープ」、第一回横浜トリエンナーレ、SMAAK（ボネファンテン美術館、オランダ）、「身体の夢」（京都国立現代美術館、東京都現代美術館）、Medi@terra（ギリシャ）、「Art Scope」（インドネシア）、Transmediale2008（ベルリン）。
高祖父は、江戸時代後期の今治に生まれ京で画道を修行し、江戸で活躍して谷文晁、渡辺崋山ほか多くの文人と関り、浅草寺における最大の絵馬の作者としても親しまれた画家、沖冠岳（1817‐1876）。2018年に愛媛県美術館で開催された『生誕200年記念 沖冠岳と江戸絵画展』では、記念講演会「子孫が語る沖冠岳」をおこなった。曾祖父は漢学者の沖冠嶺。